# Drahk Von Trip
Drahk Von Trip ist eine sechsköpfige Progressive-Rock-Band aus Malmö, Schweden. Ihre erste Veröffentlichung war die im September 2004 erschienene EP Is Us; im Jahr darauf folgte die LP Hearts & Consequences über Transubstans Records. Im Mai 2006 entstand eine aus nur zwei langen Jam-Stücken bestehende 67-minütige Aufnahme, Major Breeze. Die Musik wird als schwer einordenbar und eine Mischung aus Folk-, Space-, Psychedelic- und Symphonic Rock beschrieben. 2007 folgte Drahkish Waters.